# Вассенар, Элко
Элко Бартхаут Вассенар (нидерл. Eelco Barthout Wassenaar; род. 14 декабря 1973, Гронинген) — американский хоккеист на траве, полевой игрок. Участник летних Олимпийских игр 1996 года.

## Биография
Элко Вассенар родился 14 декабря 1973 года в нидерландском городе Гронинген.
Мать Вассенара была американкой, и он имел два гражданства — Нидерландов и США. Учился в Утрехтском университете. Затем в течение двух лет стажировался в Вашингтонском университете. Специализировался на хирургической онкологии и гастроэнтерологической хирургии. Стал хирургом и доцентом в Гелдерне. Работал в Апелдорне и Сиэтле. Доктор медицинских наук. Член Нидерландского общества хирургии, Нидерландского общества хирургической онкологии, Нидерландского общества желудочно-кишечной хирургии.
В течение девяти лет играл в хоккей на траве в Нидерландах. Завоевал золотую и три серебряных медали на олимпийских фестивалях в США.
В 1992 году дебютировал в сборной США.
В 1996 году вошёл в состав сборной США по хоккею на траве на летних Олимпийских играх в Атланте, занявшей 12-е место. Играл в поле, провёл 7 матчей, мячей не забивал.